# توماس راموس
توماس راموس (بالإنجليزية: Thomas Ramos)‏ (27 مايو 1992 بفينيكس في الولايات المتحدة - ) هو لاعب كرة قدم أمريكي في مركز الوسط. لعب مع Phoenix FC ‏ ونادي توكسون.

## وصلات خارجية
- توماس راموس على موقع قاعدة بيانات كرة القدم.إي يو (الإنجليزية)